# 기무라 칸
기무라 칸(木村和, 1962년 9월 24일 ~ 2023년 11월 12일)은 무대 이름 Kan 또는 KAN으로 알려진 일본의 싱어송라이터이다.
1983년에 Annette라는 첫 번째 밴드에 합류한 후 1984년에 솔로로 활동했다. 칸은 1986년 오바야시 노부히코 감독이 감독한 영화의 배경 음악을 썼고 다음 해에 주요 녹음 경력을 시작했다. 그는 1990년에 싱글로 발매된 차트 1위 히트곡 "사랑은 이긴다"(愛は勝つ, 아이와카츠)로 가장 잘 알려져 있다. 이 앨범은 200만 장 이상 판매되었으며 제33회 일본 레코드 대상을 수상하며 아티스트를 두각을 나타냈다. 그 후, 그는 1990년대 전반기 동안 일본 음반 차트에서 5개의 톱 10 싱글과 4개의 톱 10 앨범을 탄생시켰다.
2010년 현재 칸은 33개의 싱글과 15개의 스튜디오 앨범을 발매했다. 오리콘에 따르면 그는 모국에서 460만 장 이상의 앨범과 싱글을 판매했다.
칸은 메켈게실암으로 2023년 11월 12일 61세의 나이로 사망했다.